# Comuna Rafailivka, Antrațît
Rafailivka (în ucraineană Рафайлівка) este o comună în raionul Antrațît, regiunea Luhansk, Ucraina, formată din satele Iliinka, Leskîne și Rafailivka (reședința).

## Demografie
Componența lingvistică a comunei Rafailivka
     Ucraineană (77,02%)
     Rusă (22,91%)
     Alte limbi (0,07%)
Conform recensământului din 2001, majoritatea populației comunei Rafailivka era vorbitoare de ucraineană (77,02%), existând în minoritate și vorbitori de rusă (22,91%).